# Ultimate Custom Night
Ultimate Custom Night (укр. Абсолютно Своя Ніч) — сьома частина FNaF та сиквел Freddy Fazbear's Pizzeria Simulator в жанрі point-and-click та survival horror.
Гра спершу мала стати доповненням до Pizzeria Simulator, але згодом її перетворили на окрему гру, випущену 27 червня 2018 року безкоштовно. Мобільну версія для iOS і Android було випущено 28 квітня 2020 року, а консольну версію для PlayStation 4, Xbox One і Nintendo Switch — 30 квітня 2021 року.
Лише із заяв розробників можна припустити, що гравцем є Вільям Афтон, якого називали Фіолетовим хлопцем. і який загинув у вогні в попередній частині гри.

## Ігровий процес
Гра містить п’ятдесят аніматроніків із попередніх ігор, гравець може вибрати офіс для гри, розблокувати ролики та вибрати один із 16 доступних тематичних режимів гри. Кожен аніматронік має свої особливості. Хтось може пройти через вентиляцію, хтось — через двері, а хтось може сидіти в офісі. За деякими з них треба світити ліхтариком, за деякими - зачиняти двері та вікна вентиляції, а деяких краще не чіпати.
Також існують секретні персонажі, які з'являються випадково та якщо включити режим "50/20". Гравець може чути голоси аніматроніків, коли програє. Незалежно від результату гри, випадковим чином з'являються "байти". Коли гравець виграє, то може отримати винагороди. Також є челенджі та офіси, яких можна відкрити за кількістю балів. Але єдина ціль — пройти "50/20".

## Сюжет
Після пожежі в FNaF 6 Генрі розказує, що тільки Вільям Афтон потрапить у руки диявола до пекла. І він буде проходити усіх 50 аніматроніків, а доки не пройде — його мучитимуть.
У грі є персонажі:
- Монстр (Джек-О-Чіка);
- Шипучий персонаж (ляльки із FNaF 6);
- Маленька дівчинка (Маріонетка);
- Надоїдлива дівчинка (ДіДі);
- Дух помсти (Золотий Фредді).

Якщо пройти 49/20, буде кат-сцена, де Золотий Фредді якось відпускає Вільяма Афтона. Можна побачити, як він дрижить, як Спрінгтрап із FNaF 3. Це означає, що він все ще лишився в костюмі Золотого Фредді.  

## Персонажі та актори

### Основні
| Перонажі          | Актори              |
| ----------------- | ------------------- |
| Фоксі             | Крістофер Маккалоу  |
| Іграшковий Фредді | Даррен Рубак        |
| Іграшкова Чіка    | Ембер Лі Коннорс    |
| Мангл             | Єна Рундас          |
| Поламана Чіка     | Дарбі Логан         |
| Поламаний Боні    | Ганс Юнда           |
| Маріонетка        | Єна Рундас          |
| Кошмарний Фредді  | Тім Сіммонс         |
| Кошмарний Фредбер | Зак Лазар Гофман    |
| Кошмар            | Ерік Д. Уорд        |
| Джек-О-Чіка       | Keyondra Shanae     |
| Кошмаріонетка     | Алекс Ле            |
| Кошмарний ББ      | Метью Кертіс        |
| Циркус Бейбі      | Хізер Мастерс       |
| Баллора           | Мікелла Мосс        |
| Фантайм Фоксі     | Джо Годе            |
| Ляльки            | Гвеніт Найт         |
| Щаслива Жаба      | Медісон Бруноелер   |
| Містер Хіппо      | Джо Годе            |
| Пігпес            | Крістофер Маккалоу  |
| Недд Бер          | Аугуст Саргенті     |
| Слоник Орвіллі    | Пітер Бейкер        |
| Рокстар Фредді    | Кай Скроцкі         |
| Рокстар Бонні     | Джордж Осборн       |
| Рокстар Чіка      | Еллі Джонсон        |
| Рокстар Фоксі     | Джо Годе            |
| Музичний чоловік  | Метью Кертіс        |
| Фантайм Чіка      | Беккі Е. Шрімптон   |
| Молтен Фредді     | Келлен Гофф         |
| Скрап Бейбі       | Хізер Мастерс       |
| Скраптрап         | Pj Heywood          |
| Лефті             | Лена Гвендолін Хілл |
| Телефонний парень | Скотт Коутон        |

### Секретні
| Персонажі | Актори       |
| --------- | ------------ |
| ДіДі      | Стефані Квін |
| XoR       | Стефані Квін |
| Фредбер   | Келлен Гофф  |